# Bayley Scales of Infant Development
Die Bayley Scales of Infant Development (BSID) ist ein pädiatrischer Entwicklungstest, der in unterschiedlichen Versionen vorliegt. Die ursprüngliche (I.) Version des Testes wurde von der amerikanischen Psychologin Nancy Bayley für Kinder im Alter zwischen 2 und 40 Monaten entwickelt und 1969 erstmals veröffentlicht. Die zweite, grundlegend überarbeitete Version (BSID-II) wurde im Jahre 1993 für Kinder im Alter zwischen 1 und 42 Monaten ebenfalls von Nancy Bayley, ein Jahr vor ihrem Tod, veröffentlicht und gilt wie ihr Vorgänger als Goldstandard psychometrischer Untersuchungen für Kinder. Die dritte Version (Bayley Scales of Infant and Toddler Development) stammt aus dem Jahr 2006.
Ursprünglich wurden die Bayley Scales als Instrument zur Beschreibung der normalen frühkindlichen Entwicklung konstruiert. Traditionellerweise wurden sie jedoch zur Identifizierung von Risikokindern, bzw. Kindern mit Entwicklungsstörungen eingesetzt. Mit diesem Ziel wird das Verfahren auch heute noch in vielen klinisch-psychologischen und pädiatrischen Bereichen angewendet. Die Bayley Scales haben sich für die Überprüfung von Entwicklungsverzögerungen und eine gezielte Frühförderung im Zusammenhang mit Früh- und Mehrlingsgeburten als internationaler Standard bewährt.

## Geschichte
Die Vorarbeiten BSID gehen bereits auf den Anfang des 20. Jahrhunderts zurück. Seit 1928 war Nancy Bayley am Institute of Child Welfare, Berkeley, Kalifornien (später: Institute of Human Development) tätig. Im Rahmen der Forschungsarbeiten der Berkeley Growth Study (Bayley, 1933) wurden die California First Year Mental Scale (Bayley, 1933), die California Infant Scale of Motor Development (Bayley, 1936) sowie die California Preschool Mental Scale (Jaffa, 1934) entwickelt. Eine Überarbeitung und Zusammenfassung dieser Instrumente fand zwischen 1958 und 1960 statt. 1969 — kurz nachdem Nancy Bayley in Ruhestand gegangen war — erschienen dann die Bayley Scales of Infant Development in der ersten Auflage. Dieser Test umfasste eine Mental Scale zur Beurteilung der kognitiven Fähigkeiten, eine Motor Scale (motorische Fähigkeiten) sowie ein Infant Behavior Rating (Verhaltensbeurteilung) und eignete sich zur Untersuchung von Kindern von 1–30 Monaten. Für die zweite Auflage (1993) erfuhren die Bayley Scales eine grundlegende Überarbeitung und Neustandardisierung. Die Skalenstruktur des Verfahrens blieb jedoch weitgehend erhalten. In der Überarbeitung der dritten deutschen Auflage (2014) erfolgte eine Neunormierung mit deutschen und niederländischen Kindern, so dass erstmals europäische Normen zugrunde gelegt werden konnten.
| Erscheinungsjahr | Name                                                                         | Abkürzung  |
| ---------------- | ---------------------------------------------------------------------------- | ---------- |
| 1969             | Bayley Scales of Infant Development                                          | Bayley     |
| 1993             | Bayley Scales of Infant Development - Second Edition                         | Bayley-II  |
| 2006             | Bayley Scales of Infant and Toddler Development - Third Edition              | Bayley-III |
| 2007             | Deutsche Adaptation der Bayley Scales of Infant Development - Second Edition | Bayley-II  |
| 2014             | Deutsche Adaptation der Bayley Scales of Infant Development - Third Edition  | Bayley-III |

## Prinzip des Verfahrens
Entwicklungstests dokumentieren, ob ein Kind grundlegende Fertigkeiten in bestimmten Zeitfenstern erwirbt (z. B. zunächst visuelles, dann orales, dann taktiles Erkunden der Umwelt). Kleinkindertests tragen also die Entwicklungsmeilensteine zusammen, die von Kindern in verschiedenen Altersstufen erreicht werden. Aufgaben aus Entwicklungstests repräsentieren Fertigkeiten oder Fähigkeiten, die nach wissenschaftlichen Erkenntnissen zu bestimmten Alterszeitpunkten beobachtbar sein sollten. In der frühen Kindheit verändern sich die kindlichen Fähigkeiten rapide. Bei dreimonatigen Kindern dominieren z. B. sensomotorische Fertigkeiten und Objektmanipulation das Verhaltensrepertoire, wenn es mit der Bayley-II untersucht wird. Ab einem Alter von ca. 12 Monate setzt sich das Kind verstärkt mit kausalen Bezügen und Imitation von Gesehenem und Gehörtem auseinander. Mit 24 Monaten verbringen Kinder viel Zeit mit der Erweiterung des Wortschatzes. Die unterschiedlichen Verhaltensmuster in jeder dieser Altersstufen bilden die Grundlage für die Auswahl der verschiedenen Testaufgaben und repräsentieren den Schwerpunkt an Aufgaben, die für das jeweilige Testalter vorgesehen sind. Da sich die frühkindlichen Fähigkeiten so rapide entwickeln, besteht eine engere Beziehung zwischen Aufgaben mit ähnlicher Schwierigkeit als zwischen Aufgaben, die ähnliche Fähigkeiten überprüfen (Burns, Burns & Kabacoff, 1992).

## Bayley Scales of Infant Development II
Die Aufgaben und Testsituationen der Bayley-II wurden so gestaltet, dass beim Kind schnell das Interesse geweckt wird und es eine beobachtbare Verhaltensreaktion zeigen kann. Diese Verhaltensantworten des Kindes sind die Grundlage, um den Entwicklungsstand des Kindes beurteilen zu können. Bayley (1969) betonte, dass in einer Kleinkinderuntersuchung besondere Vorgehensweisen notwendig sind, die sich deutlich von denen für die Untersuchung älterer Kinder oder Erwachsener unterscheiden.

### Aufbau
Das Verfahren besteht aus drei Teilen:
- die Kognitive Skala (engl. Mental Scale),
- die Motorische Skala (engl. Motor Scale) und
- die Verhaltensbeurteilung (engl. Behavior Rating Scale BRS, ehemals Infant Behavior Record IBR).

Mithilfe der Kognitiven Skala (Mental Scale) und der Motorischen Skala (Motor Scale) können das aktuelle kognitive, sprachliche, persönlich-soziale sowie das fein- und grobmotorische Funktionsniveau eines Kindes untersucht werden. Mithilfe der Verhaltensbeurteilung kann das kindliche Verhalten in der Untersuchungssituation eingeschätzt werden; dies erleichtert die Interpretation der Ergebnisse in der Kognitiven Skala und der Motorischen Skala.
Die drei Testbestandteile ergänzen sich in der Gesamtbeurteilung der frühkindlichen Entwicklung.
Die Aufgaben der Kognitiven Skala erfassen:
- frühe Gedächtnisleistungen
- Habituation
- Problemlösungsfähigkeiten
- frühe Zahlkonzepte
- Klassifikation und Kategorisierungsfähigkeiten
- frühe sozial-kommunikative Fähigkeiten
- Vokalisation und sprachlich-kommunikative Fähigkeiten

Die Aufgaben der Motorischen Skala erfassen die zunehmende Kontrolle über die Körperhaltung bis hin zum Aufrichten sowie die fein- und grobmotorische Koordination:
- Bewegungskontrolle beim Rollen, Krabbeln, Kriechen, Sitzen, Stehen, Gehen, Rennen und Springen
- feinmotorische Manipulation beim Greifen
- den altersgemäßen Gebrauch von Stiften und
- das Imitieren von Handbewegungen

Die Aufgaben sind nach Altersgruppen geordnet.

### Durchführung
Die Durchführungszeit für die Bayley-II ist altersabhängig und beträgt bei Kindern unter 14 Monaten 25 bis 35 Minuten. Ab 15 Monaten kann eine Testung bis zu 60 Minuten dauern. Der Test wird individuell mit dem Kind durchgeführt.

### Reliabilität und Validität
- interne Konsistenz für die Kognitive Skala: zwischen r = .78 und r = .92
- interne Konsistenz für die Motorische Skala: zwischen r = .79 und r = .91.

Es liegen Vergleichswerte für verschiedene klinische Gruppen (Asphyxie, Drogenexposition, Down-Syndrom) vor, die zeigen, dass die Mittelwerte deutlich unter den Werten für unauffällige Kinder (Erkrankung an Otitis media) liegen. Das gilt sowohl für die Kognitive als auch die Motorische Skala.

## Bayley Scales of Infant and Toddler Development
Bei diesem Test werden die Kinder bezüglich Kognition, Sprache, Motorik, sozial-emotionalem und Anpassungsverhalten untersucht.
Die Bayley-III ist die Weiterentwicklung der englischsprachigen Bayley II aus dem Jahr 1993.
Im Gegensatz zur Bayley-II ist die Bayley-III in ihren Aufgaben noch ausführlicher und differenzierter mit zusätzlichen Skalen neben der Kognitiven und der Motorischen Skala:
- Kognitive Skala mit insgesamt 91 Aufgaben
- Sprachskala mit insgesamt 97 Aufgaben (gegenüber der Bayley II erweitert)
- Motorische Skala mit insgesamt 138 Aufgaben (inklusive Grob- und Feinmotorik; gegenüber der Bayley II zum Teil neu gegliedert und erweitert)
- Sozial-emotionale Entwicklung (Fragebogen; angelehnt an das Verfahren von Greenspan (2004)[5])
- Alltagsfertigkeiten (Adaptive Behavior; Fragebogen; angelehnt an das Verfahren von Harrison und Oakland (2003)[6])

### Aufgaben
Die Bayley-III bietet eine große Variation an Aufgaben zu kindlichen Fähigkeiten und Fertigkeiten in den ersten 42 Lebensmonaten. Dabei wurden die Aufgaben gegenüber der Bayley-II durch neue Aufgaben ersetzt, neu gegliedert oder grundsätzlich überarbeitet, um einen Konfundierungseffekt zu minimieren. Die Bayley III zeigt damit deutliche Unterschiede zur Bayley-II auf.

### Durchführung
Es liegen 17 Altersgruppen vor. Die Einstiegsaufgaben richten sich entsprechend nach dem Alter des Kindes. Die Testaufgaben sind in Stufenleiterform von leicht nach schwierig angeordnet. Wenn ein Kind bereits eine der ersten drei Aufgaben seiner dem Alter entsprechend gewählten Skala nicht lösen kann, muss das Testeinstiegsalter nach unten korrigiert werden.

### Normierung
Die ersten Normen basieren auf US-amerikanischen Untersuchungen aus dem Jahr 2004. Für die US-Version wurden 1700 Kinder getestet. Seit 2014 gibt es eine deutsche Normierung, für die 878 Kinder getestet wurden. Im Vergleich zu den US-Normen sind die deutschen Normen strenger, sprich Kinder werden früher als beeinträchtig eingestuft als dies mit den US-amerikanischen Normen der Fall wäre.